# Прескотт (Канзас)
Прескотт (англ. Prescott) — місто (англ. city) в США, в окрузі Лінн штату Канзас. Населення — 207 осіб (2020).

## Географія
Прескотт розташований за координатами 38°3′47″ пн. ш. 94°41′33″ зх. д. / 38.06306° пн. ш. 94.69250° зх. д. (38.063123, -94.692512).  За даними Бюро перепису населення США в 2010 році місто мало площу 0,72 км², з яких 0,67 км² — суходіл та 0,05 км² — водойми. В 2017 році площа становила 0,79 км², з яких 0,74 км² — суходіл та 0,05 км² — водойми.

## Демографія
Згідно з переписом 2010 року, у місті мешкали 264 особи в 109 домогосподарствах у складі 64 родин. Густота населення становила 366 осіб/км².  Було 125 помешкань (174/км²).
Расовий склад населення:
| - 92,4 % — білих - 2,3 % — корінних американців - 0,8 % — чорних або афроамериканців - 2,7 % — осіб інших рас |

До двох чи більше рас належало 1,9 %. Частка іспаномовних становила 3,4 % від усіх жителів.
За віковим діапазоном населення розподілялося таким чином: 17,0 % — особи молодші 18 років, 53,5 % — особи у віці 18—64 років, 29,5 % — особи у віці 65 років та старші. Медіана віку мешканця становила 49,8 року. На 100 осіб жіночої статі у місті припадало 97,0 чоловіків;  на 100 жінок у віці від 18 років та старших — 108,6 чоловіків також старших 18 років.
Середній дохід на одне домашнє господарство  становив 34 574 долари США (медіана — 27 500), а середній дохід на одну сім'ю — 38 710 доларів (медіана — 33 393). Медіана доходів становила 33 750 доларів для чоловіків та 18 750 доларів для жінок. За межею бідності перебувало 25,0 % осіб, у тому числі 50,0 % дітей у віці до 18 років та 2,4 % осіб у віці 65 років та старших.
Цивільне працевлаштоване населення становило 89 осіб. Основні галузі зайнятості: освіта, охорона здоров'я та соціальна допомога — 33,7 %, роздрібна торгівля — 19,1 %, будівництво — 12,4 %, науковці, спеціалісти, менеджери — 10,1 %.